# سیارک ۱۶۹۰۷۸
سیارک ۱۶۹۰۷۸ (به انگلیسی: 169078 Chuckshaw، نامگذاری:2001HD14)۱۶۹۰۷۸مین سیارک کشف شده‌است که در ۲۳ آوریل ۲۰۰۱ کشف شد.